# 48 ウォール・ストリート
48 ウォール・ストリート (英語: 48 Wall Street) は、かつてバンク・オブ・ニューヨーク・ビルディング (Bank of New York Building) として知られており、1928年にこの土地に建設された。ニューヨーク市のフィナンシャル・ディストリクトにあるウォール街とウィリアム・ストリートの角は、1797年以来銀行として使われていた。この旧銀行ホールは、アメリカ金融博物館を収容するために改修され、2007年10月にそこへ移った。
すぐ外には、ニューヨーク市地下鉄IRTブロードウェイ-7番街線のウォール・ストリート駅 ( 系統) がある。